# Крестьянское повстанческое движение в Башкортостане
Крестьянское повстанческое движение в Башкортостане — массовые антибольшевистские выступления крестьян в 1918—1921 годах на территории Башкортостана, вызванные недовольством политикой советской власти.

## Причины
Крестьянское повстанческое движение в Башкортостане возникло в 1918-1921 годах и было вызвано недовольством политикой советской власти (военный коммунизм и другое).

## Хронология
В марте — апреле 1918 года возникли первые крестьянские волнения в Бирском уезде Уфимской губернии. Уезд больше всех пострадал от конфискации хлеба, и в марте 1918 года в селе Бураево вспыхнуло восстание.
Вторая волна повстанческого движения с мая к середине июня 1918 года включала территорию большинства волостей Бирского, Свято-Троицкую волость Уфимского и Ногушинскую волость Златоустовского уездов Уфимской губернии. Причинами возникновения волнений являются действия местных органов советской власти:
- создание при волостных советах боевых дружин и ревтрибуналов;
- реквизиция продовольствия (продразвёрстка);
- наложение контрибуции;
- мобилизация в РККА и так далее.

В данных волостях были образованы штабы для руководства восстанием и вооружённые дружины, они объявили себя частью Народной армии. В некоторых местах повстанцы установили контакт с белочешскими частями и участвовали в совместных операциях против красных.
В 1920 году вспыхнуло наиболее крупное восстание «Чёрного орла» (Вилочное восстание). Географически повстанческое движение охватило Мензелинский, Бирский, Белебеевский и Уфимский уезды Уфимской губернии. В данном восстании участвовало около 26 тысяч человек.
Декрет ВЦИК и СНК РСФСР «О государственном устройстве Автономной Советской Башкирской Республики» от 19 мая 1920 года вызвал новое недовольство башкирского населения и являлся главной причиной вооружённого выступления против власти большевиков (Бурзян-Тангауровское восстание). Восставшие потребовали вернуть свободную торговлю, возвращения в Башкирскую СР А. А. Валидова и других членов первого состава Башкирского военно-революционного комитета и передачи им всей полноты власти. В ноябре 1920 года советские власти начали вести переговоры с восставшими. 26 ноября 1920 года в селе Темясово было заключено соглашение, согласно которому должны были быть амнистированы все участники восстания, добровольно прекратившие вооружённую борьбу.
В ноябре 1920 года восстали недовольные продразвёрсткой зажиточные крестьяне русских населённых пунктов Преображенской волости Усерганского кантона Башкирской АССР. На ликвидацию повстанческого движения были направлены войсковые части РККА. В боях под сёлами Алмалы, Ниязи-Елга, Юмагузино и другими восставшие были разбиты.

Весной 1921 года на территории Бурзян-Тангауровского, Кипчак-Джитировского и Усерганского кантонов автономной республики развернулась новая волна восстаний. Его основной причиной стало появление отрядов Охранюка-Черского, которые сохранились после разгрома Народной армии в Самарской губернии. К Охранюку-Черскому присоединились местные восставшие, ушедшие в подполье, в том числе отряды Г. Я. Амантаева и Ф. Б. Магасумова. Они вместе выработали совместную политическую программу, а в мае 1921 года среди населения, распространялись листовки с содержанием Декларации повстанцев на русском и башкирском языках. Согласно Декларации, Россия должна стать республикой во главе с всенародно избранным президентом. Башкортостан, Украина и другие княжества должны были подчиняться президенту, в них объявляется полное внутреннее самоуправление, обеспечивается свобода торговли и в них не допускается пропаганда идей коммунизма. Центром Башкирского княжества становился Преображенский завод. После освобождения башкир подлежат освобождению киргизы (казахи). В декларации выражалась надежда, что Стерлитамак перейдёт в руки восставших. Декларация заканчивалась лозунгами:
«Да здравствует Башкирское княжество и все национальности России! Да здравствует крепкая, сильная и мощная Россия!

Командующий народными вооружёнными силами, комкор — Черский.

Представитель Башкортостана — Амантаев»
В начале июня 1921 года лидеры восставших Г. Я. Амантаев и с Ф. Б. Магасумов вели переговоры с председателем Бурзян-Тангауровского кантисполкома К. А. Идельгужиным. В ходе переговоров лидеры повстанцев выдвинули ряд условий по прекращению восстания, среди которых были требования о полной амнистии участников восстания, возвращении в республику членов Башревкома 1-го состава и другие. Для продолжения дальнейших переговоров с БашЦИК и Башобкомом РКП(б), в столицу республику отправилась делегация повстанцев во главе с Г. Я. Амантаевым, однако вскоре повстанцы и их лидеры были арестованы и осуждены.